# Craugastor lineatus
Craugastor lineatus is een kikker uit de familie Craugastoridae. De soort werd voor het eerst wetenschappelijk beschreven door Paul Brocchi in 1879. Oorspronkelijk werd de wetenschappelijke naam Hylodes lineatus gebruikt en later werd de soort tot het geslacht Eleutherodactylus gerekend. De soortaanduiding lineatus betekent vrij vertaald 'gestreept'.
De soort komt voor in delen van Midden-Amerika en leeft in de landen Guatemala en het zuiden van Mexico. Craugastor lineatus wordt sterk bedreigd door chytridiomycosis, een besmettelijk ziekte door de gistachtige schimmel Batrachochytrium dendrobatidis.